# Nipisat
Nipisat (zastarale Nipissat, dánsky Nipisat Havn) je zaniklá osada na stejnojmenném ostrově v kraji Qeqqata v Grónsku.
Nipisat byl osídlen již před více než 3000 lety, ale jako osada existoval pouze 7 let. Byl založen Hansem Egedem v roce 1723 jako obchodní stanice. V roce 1725 byla založena na stejném ostrově misijní stanice, ta však byla v roce 1726 spálena nizozemskými velrybáři. V roce 1727 byla v Nipisatu založena také velrybářská stanice. V roce 1728 tu přikázal dánský král Frederik I. postavit pevnost, ta však v roce 1730 vyhořela a lidé byli evakuováni a vystěhováni.
Okolní archeologická lokalita Aasivissuit – Nipisat byla v roce 2018 zapsána na seznam světového kulturního dědictví UNESCO. 